# Namakgale
Namakgale is een plaats in de Zuid-Afrikaanse provincie Limpopo.
Namakgale telt ongeveer 36.500 inwoners in 2011.
De buur-townships van Namakgale zijn Lulekani, Makhushane en Mashishimale op de route R71 na Gravelotte.

## Subplaatsen
Het nationaal instituut voor de statistiek, Stats SA, deelt sinds de census 2011 deze hoofdplaats in in 6 zogenaamde subplaatsen (sub place), waarvan de grootste zijn:
Namakgale A • Namakgale E.